# حشره‌خوار کرت
 حشره‌خوار کرت (نام علمی: Crocidura zimmermanni) نام یک گونه از سرده حشره‌خوارهای دندان‌سفید است.